# Élections législatives lettonnes de 2022
Les élections législatives lettonnes de 2022 (en letton : 14. Saeimas vēlēšanas) se tiennent le 1er octobre 2022 afin d'élire les 100 députés de la 14e législature de la Saeima pour un mandat de quatre ans.
La coalition Nouvelle Unité, du Premier ministre Arturs Krišjānis Kariņš, arrive en tête dans ce qui est perçu comme une victoire du camp pro-occidental dans le contexte de l'invasion de l'Ukraine par la Russie. Le Parti social-démocrate « Harmonie », première force politique lettonne depuis 2014, échoue à franchir le seuil électoral et disparaît de la Saeima, son électorat pro-russe se répartissant entre plusieurs nouvelles formations dont la plupart ne parviennent pas à entrer au Parlement.
Cinq semaines après la tenue du scrutin, Arturs Krišjānis Kariņš signe un pacte de coalition avec la Liste Unie et l'Alliance nationale. Initialement pressentis pour rejoindre le gouvernement, Les Progressistes y renoncent. Le Gouvernement Kariņš II entre en fonction le 14 décembre 2022.

## Contexte

### Législatives de 2018
Les élections législatives d'octobre 2018 voient à nouveau arriver en tête le Parti social-démocrate « Harmonie », de la minorité russophone, qui continue cependant à faire l'objet d'un cordon sanitaire de la part du reste de la classe politique. Les partis Qui possède l'État ?, Nouveau Parti conservateur, ainsi que l'alliance Développement/Pour ! arrivent en position suivante et font leur entrée à la Saeima.
Après quatre mois de négociations, une nouvelle coalition pentapartite de droite réunissant les partis Nouvelle Unité, Développement/Pour !, Qui possède l'État ?, Nouveau Parti conservateur et Alliance nationale forme un nouveau gouvernement totalisant 66 sièges sur 100,. Arturs Krišjānis Kariņš, ancien ministre de l'Économie et dirigeant de Nouvelle Unité, devient Premier ministre.
En février 2022, le Nouveau Parti conservateur change de nom pour devenir Les Conservateurs.

### Effondrement de Qui possède l’État?
Après un important échec de Qui possède l’État ? aux élections municipales d'août 2020 dans la capitale Riga, à l'issue desquelles le parti n'obtient qu'a peine plus d'1 % des suffrages, son dirigeant, Atis Zakatistovs, est remplacé le 12 décembre 2020 par Rolands Millers. Le même jour, le parti est renommé en Pour une Lettonie humaine (PCL),,. Le parti, qui participe finalement aux élections de 2022 sous le nom de liste d'« Alliance pour la Lettonie », est cependant l'objet de nombreuses dissidences qui l'amène à perdre la quasi-totalité de ses députés au cours des deux années suivantes.
Aldis Gobzems, ancien poids-lourd du parti, est expulsé de PCL le 4 février 2019 pour avoir « mis en danger la réputation du parti ». Gobzems était devenu de plus en plus critique envers le parti après s'être vu retiré le soutien à sa candidature au poste de ministre de l'Intérieur. Il forme le parti « Pour chacun et chacune (en) », tandis que le PCL s'effondre à moins de 1 % dans les sondages,.
Le ministre de l'Économie, Jānis Vitenbergs, rejoint quant à lui l'Alliance nationale en avril 2021, emportant avec lui plusieurs députés.

### Pandémie de Covid-19

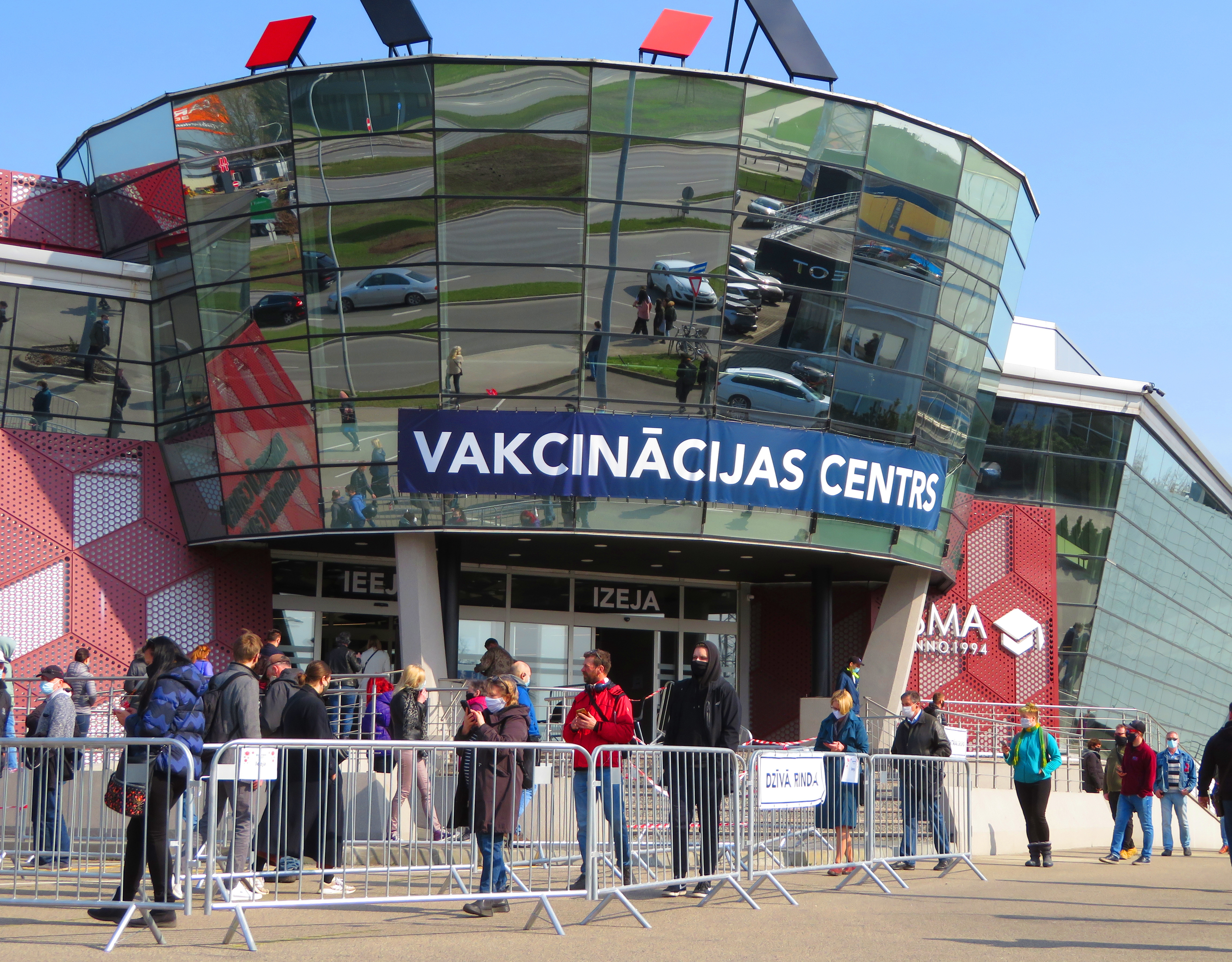
File d'attente devant un centre de vaccination à Riga en 2021.

La Lettonie est touchée par la pandémie de Covid-19 à partir du 2 mars 2020. Le virus cause un total de 5 969 décès au 17 septembre 2022, soit 0,3 % de la population. Le gouvernement applique des mesures de restriction dès le 13 mars 2020 en déclarant l'état d'urgence et en fermant ses frontières,. La propagation de la maladie conduit cependant à l'instauration de restrictions supplémentaires : couvre-feu, fermeture des magasins non-essentiels ainsi que plusieurs confinements.
Avec l'introduction en 2020 des premiers vaccins contre la Covid-19, la population lettonne se révèle plus réfractaire à la vaccination que la moyenne européenne. Des mesures de restriction s'appliquant uniquement aux non-vaccinés sont alors mises en place, y compris au sein du Parlement où un certificat de vaccination devient nécessaire pour y siéger à partir du 15 novembre 2021. Cette mesure mène à l'exclusion de six membres de la Saeima et à la suspension du versement de leur indemnité.
L'impact des mesures sanitaires liées à la pandémie conduit directement à la création de plusieurs partis politiques s'y opposant, dont entre autres les partis Pour la stabilité !, Lettonie d'abord et Pour chacun et chacune. Chacun d'entre eux bénéficie du soutien d'environ 5 % des électeurs selon un sondage Factum réalisé quelques jours avant les élections.

### Guerre russo-ukrainienne
L'invasion de l'Ukraine par la Russie en février 2022 conduit à une montée croissante des tensions entre la Lettonie et la Russie. En tant que membre de l'Union européenne (UE) et de l'Organisation du traité de l'Atlantique nord (OTAN) au voisinage immédiat de la Russie, la Lettonie se positionne à l'avant-garde des pays favorables à l'instauration de sanctions contre cette dernière.
La Lettonie devient ainsi le premier pays de l'UE à mettre fin à l'importation de gaz russe dès avril 2022. La Saeima approuve ensuite une motion déclarant que la Russie est un État finançant et soutenant le terrorisme en août 2022. Enfin, le gouvernement letton annonce une interdiction presque complète d'entrée sur le territoire national aux citoyens russes en septembre.
Le pays, où demeure encore vivace le souvenir de l'invasion et l'occupation par l'URSS en 1940, et où subsiste une importante minorité russophone apatride, est l'objet depuis sa seconde indépendance, en 1991, d'une opposition sur la scène politique entre partis pro-russes, dits « multilingues », et anti-russes, dits « unilingues ». La guerre en Ukraine exacerbe cette opposition. S'il condamne l'invasion de l'Ukraine, le Parti social-démocrate « Harmonie », décrit comme pro-russe, s'effondre dans les sondages à l'approche des élections. Cette chute peut néanmoins être expliquée par la montée de petits partis représentant les intérêts des russophones.

## Mode de scrutin

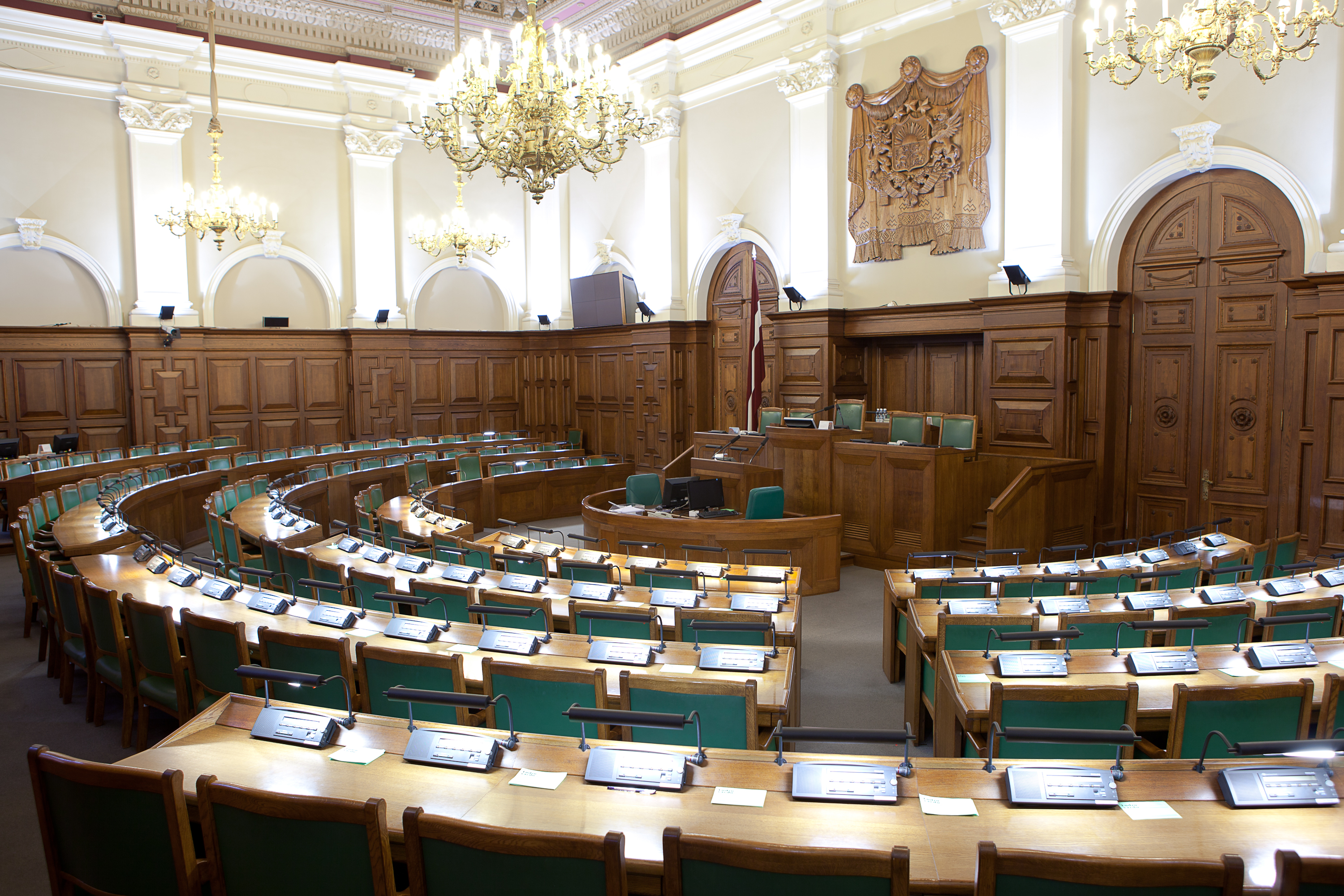
Lieu de réunion de la Saeima.

La Saeima constitue le parlement unicaméral de Lettonie. Elle est composée de 100 sièges pourvus pour quatre ans au scrutin proportionnel plurinominal avec vote préférentiel dans cinq circonscriptions plurinominales correspondants aux régions lettonnes. Ces régions — Vidzeme, Latgale, Courlande, Zemgale et la capitale Riga qui englobe également les votes des Lettons de l'étranger — sont pourvus de 12 à 36 sièges en fonction de leur population. Le scrutin a lieu avec des listes ouvertes, les électeurs pouvant exprimer une voix de préférence — positive ou négative — envers un ou plusieurs candidats. Les sièges sont répartis entre les listes ayant franchi le seuil électoral de 5 % au niveau national selon la méthode de Sainte-Laguë,.
La loi électorale utilisée en 2022 possède la particularité de calculer le seuil électoral non pas sur la base des votes valides, mais sur celle des enveloppes valides, c'est-à-dire celles intactes comportant le tampon et les indications relatives au scrutin. Une fois ouvertes, ces dernières voient leur contenu répartis entre bulletin de votes valides et invalides. Il est donc possible pour un parti de recevoir plus de 5 % des votes valides, mais d'échouer à atteindre le seuil électoral de 5 % des enveloppes valides.

### Allocation des sièges par circonscription
| Circonscriptions | Sièges | +/-           |  |
| Riga             | 36     | 1             |  |
| Livonie          | 26     | 1             |  |
| Latgale          | 13     | 1             |  |
| Zemgale          | 13     | 1             |  |
| Courlande        | 12     | en stagnation |  |
| Total            | 100    | en stagnation |  |

## Forces en présence
| Parti | Parti                                                           | Idéologie | Politique linguistique | Chef de file                             | Résultat en 2018  |
| ----- | --------------------------------------------------------------- | --- | ---------------------- | ---------------------------------------- | ----------------- |
|       | Harmonie Saskaņa (S)                                            | Centre gauche Social-démocratie, défense de la minorité russe                                                                                        | Multilingue            | Ivars Zariņš (lv)                        | 19,80 % 23 sièges |
|       | Les Conservateurs Konservatīvie (K)                             | Centre-droit à droite Conservatisme, Anti-corruption, europhilie                                                                                     | Unilingue              | Jānis Bordāns                            | 13,59 % 16 sièges |
|       | Développement/Pour ! Attīstībai / Par! (AP)                     | Centre Social-libéralisme, progressisme, libéralisme, europhilie                                                                                     | Neutre                 | Artis Pabriks                            | 12,04 % 13 sièges |
|       | Alliance nationale Nacionālā apvienība (NA)                     | Droite à extrême droite Nationalisme letton, conservatisme, opposition à l'immigration                                                               | Unilingue              | Roberts Zīle                             | 11,01 % 13 sièges |
|       | Union des verts et des paysans Zaļo un Zemnieku savienība (ZZS) | Centre droit à droite Agrarisme, localisme, conservatisme                                                                                            | Unilingue              | Aivars Lembergs                          | 9,91 % 11 sièges  |
|       | Nouvelle Unité Jaunā Vienotība (JV)                             | Centre à centre droit Libéralisme économique, europhilie                                                                                             | Unilingue              | Arturs Krišjānis Kariņš                  | 6,69 % 8 sièges   |
|       | Union russe de Lettonie Latvijas Krievu savienība (LKS)         | Attrape-tout Défense de la minorité russe, interventionnisme économique                                                                              | Multilingue            | Tatjana Ždanoka et Miroslavs Mitrofanovs | 3,20 % 0 sièges   |
|       | Les Progressistes Progresīvie (P)                               | Gauche Progressisme, socialisme, écologisme, europhilie                                                                                              | Neutre                 | Antoņina Ņenaševa et Atis Švinka         | 2,61 % 0 sièges   |
|       | Liste Unie Apvienotais saraksts (AS)                            | Centre Localisme, écologisme, démocratie directe | Unilingue              | Uldis Pīlēns                             | Nouveau           |
|       | Pour la stabilité ! Stabilitātei! (S!)                          | Extrême droite Antisystème, défense de la minorité russe, euroscepticisme, populisme, familialisme, conservatisme, opposition aux mesures sanitaires | Multilingue            | Aleksejs Rosļikovs                       | Nouveau           |
|       | Lettonie d'abord Latvija pirmajā vietā (LPV)                    | Extrême droite Nationalisme letton, antisystème, populisme, familialisme, conservatisme, opposition aux mesures sanitaires, démocratie directe       | Multilingue            | Ainārs Šlesers                           | Nouveau           |
|       | Pour chacun et chacune (en) Katram un katrai (KuK)              | Extrême droite Antisystème, populisme, présidentialisme, familialisme, conservatisme, opposition aux mesures sanitaires                              | Multilingue            | Aldis Gobzems                            | Nouveau           |

## Résultats

### Nationaux
|                           |                                             |           |       |       |        |               |  |  |  |  |  |  |  |  |
| Partis                    | Partis                                      | Voix      | %     | +/-   | Sièges | +/-           |  |  |  |  |  |  |  |  |
|                           | Nouvelle Unité (JV)                         | 173 425   | 19,19 | 12,45 | 26     | 18            |  |  |  |  |  |  |  |  |
|                           | Union des verts et des paysans (ZZS)        | 113 676   | 12,58 | 2,61  | 16     | 5             |  |  |  |  |  |  |  |  |
|                           | Liste Unie (AS)                             | 100 631   | 11,14 | 6,97  | 15     | 15            |  |  |  |  |  |  |  |  |
|                           | Alliance nationale (NA)                     | 84 939    | 9,40  | 1,68  | 13     | en stagnation |  |  |  |  |  |  |  |  |
|                           | Pour la stabilité ! (S!)                    | 62 168    | 6,88  | Nv.   | 11     | 11            |  |  |  |  |  |  |  |  |
|                           | Lettonie d'abord (LPV)                      | 57 033    | 6,31  | Nv.   | 9      | 9             |  |  |  |  |  |  |  |  |
|                           | Les Progressistes (P)                       | 56 327    | 6,23  | 3,60  | 10     | 10            |  |  |  |  |  |  |  |  |
|                           | Développement/Pour ! (AP)                   | 45 452    | 5,03  | 7,09  | 0      | 13            |  |  |  |  |  |  |  |  |
|                           | Parti social-démocrate « Harmonie » (SSDP)  | 43 943    | 4,86  | 15,06 | 0      | 23            |  |  |  |  |  |  |  |  |
|                           | Pour chacun et chacune (KuK)                | 33 578    | 3,72  | Nv.   | 0      | en stagnation |  |  |  |  |  |  |  |  |
|                           | Union russe de Lettonie (LKS)               | 33 203    | 3,67  | 0,45  | 0      | en stagnation |  |  |  |  |  |  |  |  |
|                           | Pouvoir souverain (SV)                      | 29 603    | 3,28  | Nv.   | 0      | en stagnation |  |  |  |  |  |  |  |  |
|                           | Les Conservateurs (K)                       | 28 270    | 3,13  | 10,54 | 0      | 16            |  |  |  |  |  |  |  |  |
|                           | République (R)                              | 16 088    | 1,78  | Nv.   | 0      | en stagnation |  |  |  |  |  |  |  |  |
|                           | Force du pouvoir populaire (TVS)            | 10 350    | 1,15  | Nv.   | 0      | en stagnation |  |  |  |  |  |  |  |  |
|                           | Serviteurs du peuple pour la Lettonie (TKL) | 9 176     | 1,02  | Nv.   | 0      | en stagnation |  |  |  |  |  |  |  |  |
|                           | Alliance pour la Lettonie (AL)              | 2 985     | 0,33  | 14,00 | 0      | 16            |  |  |  |  |  |  |  |  |
|                           | Unis pour la Lettonie (VL)                  | 1 413     | 0,16  | Abs.  | 0      | en stagnation |  |  |  |  |  |  |  |  |
|                           | Parti chrétien progressiste (KPP)           | 1 379     | 0,15  | Nv.   | 0      | en stagnation |  |  |  |  |  |  |  |  |
|                           |                                             |           |       |       |        |               |  |  |  |  |  |  |  |  |
| Votes valides             | Votes valides                               | 903 639   | 98,61 |       |        |               |  |  |  |  |  |  |  |  |
| Votes blancs ou invalides | Votes blancs ou invalides                   | 10 383    | 1,13  |       |        |               |  |  |  |  |  |  |  |  |
| Enveloppes invalides      | Enveloppes invalides                        | 2 346     | 0,26  |       |        |               |  |  |  |  |  |  |  |  |
| Total                     | Total                                       | 916 368   | 100   | –     | 100    | en stagnation |  |  |  |  |  |  |  |  |
| Abstentions               | Abstentions                                 | 626 039   | 40,59 |       |        |               |  |  |  |  |  |  |  |  |
| Inscrits/Participation    | Inscrits/Participation                      | 1 542 407 | 59,41 |       |        |               |  |  |  |  |  |  |  |  |

## Analyse et conséquences

Carte des résultats par circonscription.

Le scrutin est une victoire pour le Premier ministre, Arturs Krišjānis Kariņš, dont la formation centriste et pro-occidentale Nouvelle Unité arrive largement en tête et triple son nombre de sièges. La majorité de la population approuve ainsi dans les urnes la politique du gouvernement sortant en matière d'indépendance énergétique vis-à-vis du voisin russe, de solidarité avec l'Ukraine et d'augmentation du budget de la Défense,.
A l'inverse, les partis défenseurs de la minorité russophones sont les grand perdants du scrutin. Dégringolant sous le seuil électoral de 5 %, le Parti social-démocrate « Harmonie » perd toute représentation à l'assemblée, tandis que l'éparpillement de ses électeurs entre de nombreux nouveaux partis pro-russes conduit la plupart à échouer également à franchir le seuil. Seul le parti Pour la stabilité !, fondé par des dissidents d'Harmonie, réussi à décrocher des sièges. Jusque là bien implanté dans le paysage politique letton, Harmonie fait les frais de plusieurs affaires de corruption et de la situation géopolitique provoquée par la guerre en Ukraine,. Après la défaite de Pour chacun et chacune (en) aux élections, Aldis Gobzems annonce son retrait de la vie politique via une vidéo diffusée sur les réseaux sociaux, dans laquelle in affirme que la Lettonie a « perdue son avenir » en choississant Arturs Krišjānis Kariņš.
Dès l'annonce des résultats, le Premier ministre sortant annonce exclure de former un gouvernement avec Pour la stabilité ! en raison de son positionnement pro-russe, ainsi qu'avec l'Union des verts et des paysans tant que celle-ci n'aura pas rompu son alliance avec le maire de Ventspils, Aivars Lembergs, accusé d'être un oligarque opposé à l'OTAN. 

## Formation du gouvernement

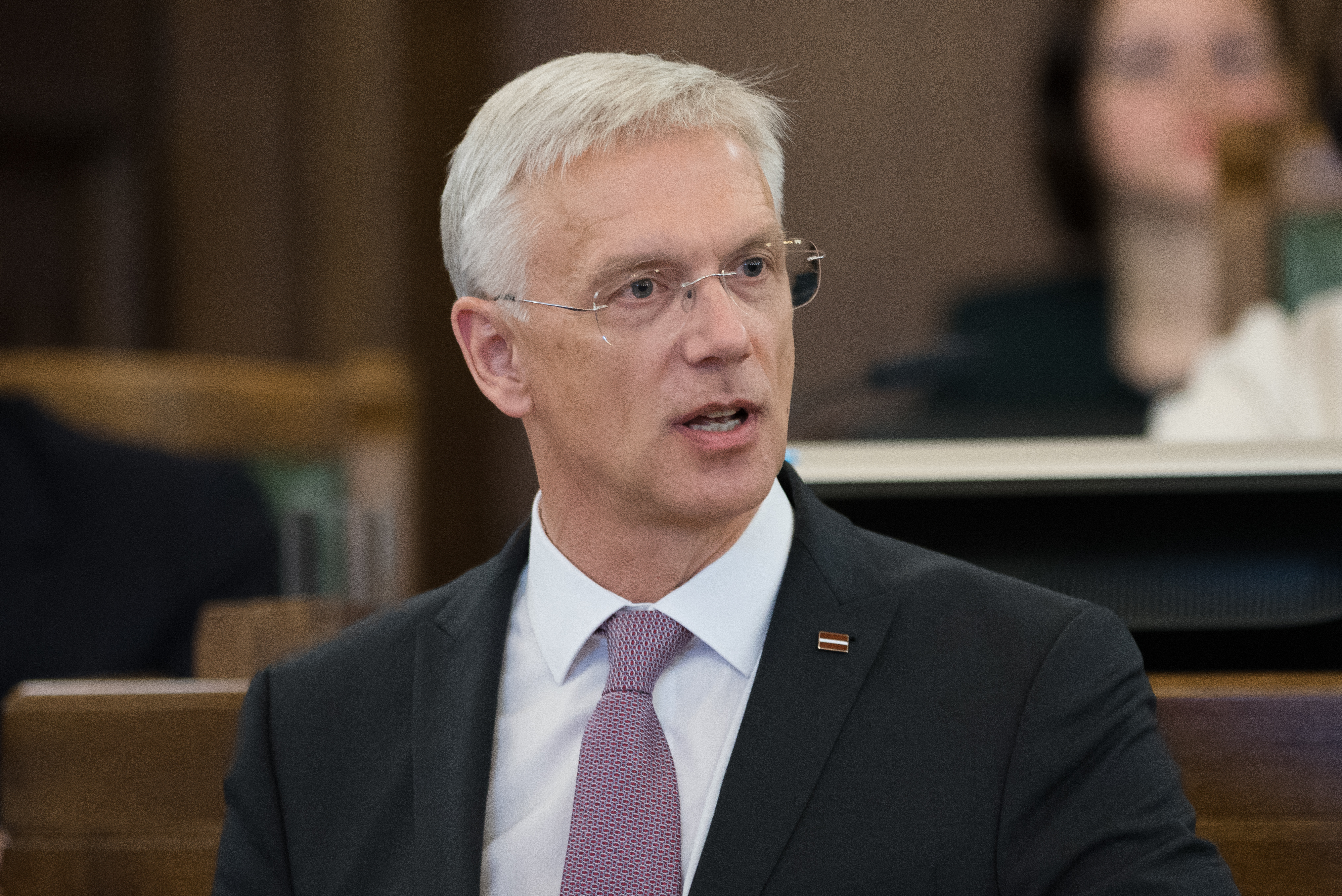
Arturs Krišjānis Kariņš

Le 4 octobre, le président de la République, Egils Levits, confie officiellement à Krišjānis Kariņš la tâche de négocier la formation d'une coalition. Dans son rapport fait une semaine plus tard, il indique avoir tenu des discussions exploratoires avec la Liste Unie, l'Alliance nationale et Les Progressistes qui n'ont pas révélé de désaccords insurmontables avec son propre parti, Nouvelle Unité. La Liste Unie tout comme l'Alliance nationale envisagent cependant une alliance à trois sans Les Progressistes. Le chef de l'État l'invite alors à poursuivre ses échanges. Si Arturs Krišjānis Kariņš indique ne pas avoir fait de réels progrès avec ses potentiels futurs partenaires lors de son deuxième rapport d'étape le 17 octobre, Egils Levits souligne qu'il s'agit d'abord de dégager un programme commun avant de se répartir les ministères, ouvrant la porte à une coalition tripartite de 54 députés sans Les Progressistes à condition d'un projet gouvernemental solide qui assure la discipline de vote des parlementaires de la majorité. Arturs Krišjānis Kariņš se déclare néanmoins favorable, deux jours plus tard, à l'inclusion des Progressistes dans une coalition quadripartite.
À l'issue d'un nouvel entretien avec Kariņš le 24 octobre, Levits annonce que sera formée une coalition à trois partis, réunissant la Nouvelle Unité, la Liste Unie et l'Alliance nationale, Les Progressistes ayant finalement refusé de faire leur entrée au gouvernement. Une semaine plus tard, le président de la République indique que les trois formations doivent d'abord s'entendre sur un accord de coopération, avant qu'il ne désigne formellement un candidat au poste de Premier ministre, signalant par ailleurs qu'il entend que l'éducation, la sécurité ou encore l'identité nationale soient des priorités de la nouvelle législature. Le pacte de coalition entre JV, AS et NA est effectivement signé par leurs dirigeants le 3 novembre, et prévoit notamment la création d'un ministère du Climat et de l'Énergie.
Entretemps, le 1er novembre, le député de la Liste Unie Edvards Smiltēns (lv) est élu président de la Saeima avec 82 voix favorables, contre 11 à Aleksejs Rosļikovs, de Pour la stabilité !.
Le 22 novembre, Egils Levits propose officiellement Arturs Krišjānis Kariņš comme candidat au poste de Premier ministre,. Le vote de confiance des parlementaires au Gouvernement Kariņš II intervient le 14 décembre 2022. Approuvé par 54 voix pour et 37 contre, ce dernier entre en fonction le jour même.